# ایگور پونوماریوف
ایگور پونوماریوف (روسی: Игорь Анатольевич Пономарёв؛ زادهٔ ۲۴ فوریهٔ ۱۹۶۰) بازیکن و مربی سابق فوتبال اهل شوروی است.
از باشگاه‌هایی که در آن بازی کرده‌است می‌توان به باشگاه فوتبال نورشوپینگ، باشگاه فوتبال زسکا مسکو و باشگاه فوتبال نفتچی باکو اشاره کرد.